# Argel (Armenia)
Argel (in armeno Արգել?, in passato Lusakert, in armeno Լուսակերտ) è un comune dell'Armenia di 3 328 abitanti (2009) della provincia di Kotayk'.